# Terminal Bloomberg

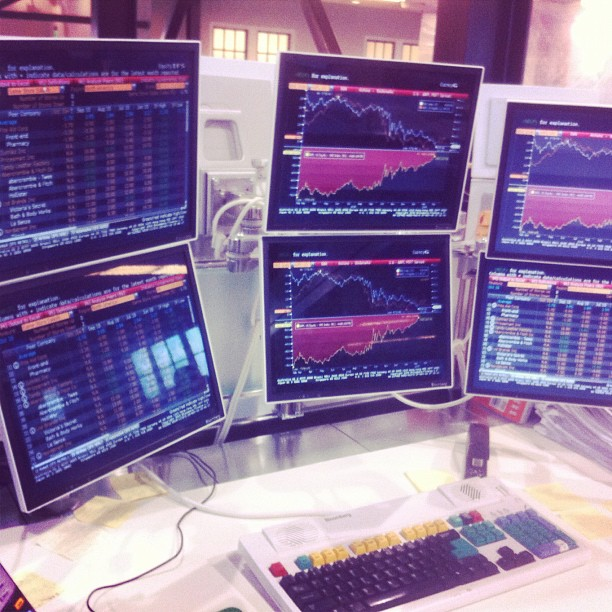
Un terminal Bloomberg de sis pantalles en ús a Bloomberg West

El Terminal Bloomberg és un sistema informàtic creat per Bloomberg L.P. que permet als professionals de les finances i d'altres indústries d'accedir al servei Bloomberg Professional per veure i analitzar els moviments dels mercats financers, i fer transaccions financeres de manera electrònica. El sistema també proporciona notícies, ofertes de preu i missatgeria segura dins de la seva xarxa. La majoria de les grans empreses financeres estan subscrites al servei Bloomberg Professional. Molts mercats borsaris també cobren tarifes addicionals per accedir a la seva informació mitjançant el terminal. Passa el mateix amb diferents agències de notícies. Tots els terminals Bloomberg es lloguen en cicles de dos anys, i el preu del lloguer depèn de quantes pantalles estan connectades a cada terminal. La majoria de configuracions tenen entre dues i sis pantalles. Té una tarifa mensual de 1.500 dòlars per usuari (1.800 per les poques companyies que només utilitzen un terminal). El maig de 2010, hi havia 310.000 subscriptors de terminals Bloomberg a tot el món.

## Arquitectura
El terminal implementa una arquitectura client-servidor amb un servidor que corre sobre una plataforma Unix multiprocessador. El client, que utilitzen els usuaris finals per interaccionar amb el sistema, és una aplicació Windows. Els usuaris finals també poden utilitzar un servei addicional (Bloomberg Anywhere) que permet accés via web a aquesta aplicació Windows mitjançant un client Citrix. També hi ha un portal per a mòbils, i aplicacions que permeten accés mòbil via Android, BlackBerry, i iOS. La part del servidor es va desenvolupar originalment amb els llenguatges Fortran i C. Durant els últims anys, s'ha fet una transició cap a C++ i JavaScript als clients i els servidors.
Cada màquina del servidor executa múltiples instàncies del procés del servidor. Utilitzant una forma propietària de canvi de context, els servidors mantenen l'estat de cada usuari final, permetent que interaccions consecutives que provenen d'un sol usuari puguin ser ateses per diferents processos del servidor. El codi de la interfície gràfica d'usuari també és propietari.